# Оранжевая песня
«Ора́нжевая пе́сня» (также известна под названием «Оранжевое небо») — одна из самых известных в СССР детских песен.

## Текст первого куплета и припев
Вот уже подряд два дня

Я сижу — рисую.

Красок много у меня —

Выбирай любую.

Я раскрашу целый свет

В самый свой любимый цвет.
Оранжевое небо,

Оранжевое море,

Оранжевая зелень,

Оранжевый верблюд.

Оранжевые мамы

Оранжевым ребятам

Оранжевые песни

Оранжево поют.

<…>

## История
Написана в 1965 году в творческом содружестве литераторов Аркадия Арканова и Григория Горина и композитора Константина Певзнера специально для начинающей восьмилетней певицы Ирмы Сохадзе. Песню писали в Тбилиси, в 1964 году Горин и Арканов приехали в этот город писать программу для Государственного эстрадного оркестра Грузии «Рэро», которым руководил Константин Певзнер. Певзнер представил литераторам юную Ирму Сохадзе, произведшую на них сильное впечатление своим исполнением известных джазовых произведений, в том числе блюзов Эллы Фицджеральд. Осенью того же года Ирме предстояли гастроли с оркестром Певзнера в Москве — в саду «Эрмитаж», и Горина и Арканова попросили сочинить детскую песенку, чтобы Ирма исполнила её на русском языке.
Причина создания песни именно такого содержания и выбора основного цвета — оранжевый — точно не установлена. Возможно, потому что в комнате, где создавали песню, висело что-то оранжевое, возможно, по другим причинам — было застолье, и всё показалось в радужном свете. Мелодия у композитора к тому моменту уже существовала.
Песня стала визитной карточкой Ирмы Сохадзе, каждый свой концерт начинающей с этой песни, лишь переделав текст под свой возраст.